# ATP Challenger Cardiff
Der ATP Challenger Cardiff (offiziell: Cardiff Challenger) war ein Tennisturnier, das zwischen 2006 und 2007 in Cardiff, Wales, stattfand. Es gehörte zur ATP Challenger Tour und wurde in der Halle auf Hartplatz gespielt. Jan Vacek gewann im Einzel und Doppel je einen Titel.

## Liste der Sieger

### Einzel
| Jahr | Sieger            | Finalgegner     | Ergebnis       |
| ---- | ----------------- | --------------- | -------------- |
| 2007 | Frédéric Niemeyer | Alex Bogdanovic | 6:4, 7:5       |
| 2006 | Jan Vacek         | Uros Vico       | 7:65, 1:6, 6:3 |

### Doppel
| Jahr | Sieger                            | Finalgegner                   | Ergebnis         |
| ---- | --------------------------------- | ----------------------------- | ---------------- |
| 2007 | Pavel Šnobel Jan Vacek            | Paul Baccanello Wesley Moodie | kampflos         |
| 2006 | Philipp Petzschner Alexander Peya | Filip Prpic Björn Rehnquist   | 4:6, 6:3, [10:7] |